# 視能訓練士
視能訓練士（しのうくんれんし、英語: Certified Orthoptist、略称: CO）は、コメディカルスタッフ（医療資格）の一つで、視能訓練士国家試験に合格し、厚生労働省の「視能訓練士名簿」に登録された者であり名称独占資格である。理学療法士 (PT) 、作業療法士 (OT) 、言語聴覚士 (ST) と共に、リハビリテーション職と称されるもののうちの一つ。

## 定義
「視能訓練士」とは、厚生労働大臣の免許を受けて、視能訓練士の名称を用いて、医師の指示の下に、両眼視機能に障害のある者に対するその両眼視機能の回復のための矯正訓練及びこれに必要な検査を行なうことを業とする者をいう。（視能訓練士法第2条）

## 業務
視能訓練士法に基づき、医師の指示の下に、両眼視機能に障害のある者に対するその両眼視機能の回復のための矯正訓練及びこれに必要な検査、および（人体に影響を及ぼす程度が高い検査として厚生労働省令で定めるものを除く）眼科に係る検査（視力、視野、屈折、調節、色覚、光覚、眼圧、眼位、眼球運動、瞳孔、涙液などの検査、超音波、電気生理学、写真の撮影検査など）を行う。（視能訓練士法第17条）

## 歴史
- 1971年（昭和46年）視能訓練士法成立、第1回視能訓練士国家試験実施。
- 1993年（平成5年）視能訓練士法改正。

## 略称
かつては、「Orthoptist」の頭３文字をとって「ORT」と呼称されていた。しかし近年になり、国際的呼称に準拠した「CO：Certified Orthoptist」が適正であるとされ、広く用いられるようになってきている。